# 阿贝托内
阿贝托内（義大利語：Abetone）是意大利托斯卡纳大区皮斯托亚省阿贝托内-库蒂利亚诺市镇的一个分区，面积31.2平方公里，人口699人（2004年）。
原为一个独立的市镇，2017年时阿贝托内和库蒂利亚诺合并为新的阿贝托内-库蒂利亚诺市镇。